# Спанов мост
Спановият мост или Кьосемустафапашин мост (на гръцки: Γέφυρα Σπανού) е каменен мост в Егейска Македония, Гърция.
Намира се на 16 километра югозападно от Гревена, на няколко километра източно от село Космати и западно от село Пигадица, дем Гревена, на река Венетикос в източните възвишения на Пинд. Мостът е построен от Кьосе Мустафа паша (Спанос) от Аргирокастро (Ергири) в 1797 година, когато той е управител на Лепанто. Мостът с петте си арки и дължина от 85 метра е най-големият запазен каменен мост в Гръцка Македония. Изграден е от дялан камък и има и три подкрепящи арки. Мостът е асфалтиран, с парапети и поддържан. Край него са били разположени гробът на Кьосе Мустафа паша, хан и полицейски пост. Гробът до моста е разрушен от вандали през 1980 година. Представлявало е малка каменна структура с надпис. Ханът също е бил близо до моста. Част от приходите му е отивала за поддръжката му. В хана са отсядали керваните от Солун или Янина.
В 1995 година мостът е обявен за защитен паметник.